# Fear Street Part Two: 1978
Fear Street Part Two: 1978 (även kallad Fear Street 1978) är en amerikansk slasherfilm från 2021, samt den andra delen i Fear Street-trilogin, baserad på R.L. Stines bokserie med samma namn. Filmen, som är regisserad (liksom den den första och tredje delen) av Leigh Janiak, hade premiär på Netflix den 9 juli 2021. I huvudrollerna syns bland annat Sadie Sink, i rollen som Christine "Ziggy" Berman.

## Handling
Den andra delen i Fear Street-trilogin utspelar sig år 1978, denna gång på ett sommarläger för barn och ungdomar från Shadyside och grannstaden Sunnyvale. På detta sommarläger blir en ung tjej vid namn Ziggy Berman (vars riktiga förnamn är Christine) mobbad av andra lägerdeltagare från Sunnyvale, som påstår att hon är en häxa, precis som Sarah Fier. De vandaliserar även hennes lägerstuga och skriver elaka saker om henne på väggarna, bland annat att hon är en häxbitch med mera. Andra personer som befinner sig på sommarlägret är Ziggys storasyster Cindy Berman och hennes pojkvän Tommy Slater, som faktiskt råkar vara två av Shadysides lägerledare. När Cindy och Tommy är inne och städar i lägrets samlingshus, dyker plötsligt sjuksystern Mary Lane upp med en kniv i ena handen och berättar för Tommy "att han på ett eller annat sätt kommer att dö ikväll", varpå hon sedan attackerar honom. 
Tommy lyckas dock övermanna syster Lane, som sedan slår i huvudet, blir medvetslös och förs bort från lägret. Cindy och Tommy undersöker senare framåt kvällen syster Lanes sjukstuga, och får dessutom sällskap av Cindys förra vän Alice och hennes pojkvän Arnie (som också är lägerledare). En tid senare blir Tommy besatt av Sarah Fiers förbannelse och dödar Arnie med hjälp av en yxa. Han går sedan bärsärkagång och mördar flera andra personer på lägret, inklusive två lägerledare. Det är nu upp till Ziggy, Cindy och Alice att försöka få stopp på Sarah Fiers förbannelse, så att alla dessa mord äntligen kan upphöra. Men hur de kommer att göra det, återstår bara att se.

## Rollista (i urval)
- Sadie Sink – Christine "Ziggy" Berman
  - Gillian Jacobs – C. Berman / Ziggy som vuxen
- Emily Rudd – Cindy Berman
- Ryan Simpkins – Alice
- McCabe Slye – Thomas "Tommy" Slater
- Ted Sutherland – Nick Goode som ung
  - Ashley Zukerman – sheriff Nick Goode
- Jordana Spiro – syster Mary Lane
- Kiana Madeira – Deena Johnson
- Benjamin Flores Jr. – Josh Johnson
- Olivia Scott Welch – Samantha "Sam" Fraser
- Chiara Aurelia – Sheila
- Jordyn DiNatale – Ruby Lane
- Drew Scheid – Gary
- Sam Brooks – Arnie
- Jacqi Vené – Joan
- Michael Provost – Kurt
- Brandon Spink – Will Goode som ung
  - Matthew Zuk – borgmästare Will Goode
- Elizabeth Scopel – Sarah Fier